# Hygropoda menglun
Hygropoda menglun là một loài nhện trong họ Pisauridae.
Loài này thuộc chi Hygropoda. Hygropoda menglun được miêu tả năm 2004 bởi Zhang, Zhu & Da-xiang Song.